# Sam Schachter
Pour les articles homonymes, voir Schachter.
Sam Schachter, né le 8 mai 1990 à North York, est un joueur de beach-volley canadien. Il participe présentement aux Jeux olympiques d'été de 2016 avec Josh Binstock.